# Satta cannibalorum
Satta cannibalorum Lehtinen & Hippa, 1979 è un ragno appartenente alla famiglia Lycosidae.
È l'unica specie nota del genere Satta.

## Distribuzione
L'unico esemplare maschile oggi noto di questo genere è stato rinvenuto in Nuova Guinea, in un prato di Imperata cylindrica nei pressi del villaggio di Kigupa, nella Provincia degli Altopiani Orientali.

## Tassonomia
Di questa specie è noto un solo esemplare maschile.
Dal 1979 non sono stati esaminati altri esemplari, né sono state descritte sottospecie al 2021.